# Mistrovství České republiky v orientačním běhu 2015
23. ročník Mistrovství České republiky v orientačním běhu proběhl v roce 2015 ve čtyřech individuálních a třech týmových disciplínách.

## Nejúspěšnější závodníci
Pořadí závodníků podle získaných medailí (tzv. olympijského hodnocení) všech mistrovských kategorií (D16 – mladší dorostenky, D18 – starší dorostenky, D20 – juniorky, D21 – ženy, H16 – mladší dorostenci, H18 – starší dorostenci, H20 – junioři, H21 – muži) v individuálních disciplínách v roce 2015. Uvedeni jsou závodníci, kteří získali alespoň dvě medaile a zároveň alespoň jednu zlatou medaili.
| Medailové pořadí závodníků na MČR v hlavních kategoriích | Medailové pořadí závodníků na MČR v hlavních kategoriích | Medailové pořadí závodníků na MČR v hlavních kategoriích | Medailové pořadí závodníků na MČR v hlavních kategoriích | Medailové pořadí závodníků na MČR v hlavních kategoriích |
| Jméno                                                    | 1. místo                                                 | 2. místo                                                 | 3. místo                                                 | Celkem                                                   |
| -------------------------------------------------------- | -------------------------------------------------------- | -------------------------------------------------------- | -------------------------------------------------------- | -------------------------------------------------------- |
| Tomáš Křivda                                             | 3                                                        | 1                                                        |                                                          | 4                                                        |
| Tereza Čechová                                           | 2                                                        | 1                                                        | 1                                                        | 4                                                        |
| Gabriela Hiršová                                         | 2                                                        | 1                                                        |                                                          | 3                                                        |
| Barbora Chaloupská                                       | 2                                                        | 1                                                        |                                                          | 3                                                        |
| Denisa Kosová                                            | 2                                                        |                                                          |                                                          | 2                                                        |
| Vojtěch Sýkora                                           | 2                                                        |                                                          |                                                          | 2                                                        |
| Tereza Janošíková                                        | 1                                                        | 3                                                        |                                                          | 4                                                        |
| Anna Štičková                                            | 1                                                        | 1                                                        | 1                                                        | 3                                                        |
| Jan Procházka                                            | 1                                                        | 1                                                        |                                                          | 2                                                        |
| Jonáš Hubáček                                            | 1                                                        | 1                                                        |                                                          | 2                                                        |
| Tereza Nováková                                          | 1                                                        | 1                                                        |                                                          | 2                                                        |
| Vojtěch Kettner                                          | 1                                                        | 1                                                        |                                                          | 2                                                        |
| Vojtěch Netuka                                           | 1                                                        |                                                          | 2                                                        | 3                                                        |
| Anna Kopecká                                             | 1                                                        |                                                          | 1                                                        | 2                                                        |
| Dana Šafka Brožková                                      | 1                                                        |                                                          | 1                                                        | 2                                                        |
| Filip Wolf                                               | 1                                                        |                                                          | 1                                                        | 2                                                        |

## Mistrovství ČR v nočním OB
Závod proběhl organizačně bez chyby, ke zdárnému průběhu přispěla  i teplá a jasná noc. Náročné tratě v členitém terénu s porostovými detaily a místy s hlubokými údolími se skalními výchozy byly na horní hranici směrných časů.
Závod se mezi muži zpočátku vyvíjel lépe pro Nykodýma, po drobných chybkách se před něj dostal Procházka, který si doběhl pro titul. V ženách nejlépe začala Kabáthová, v dalším průběhu vedla Tesařová, ale druhá půle trati patřila Omové, která nakonec zvítězila s velkým náskokem.
Souběžně také proběhla Veterináda ČR.
| Datum závodu   | 25. 4. 2015        |  | Místo konání    | Bukovinka • aréna |  | Pořadatel       | SK Žabovřesky Brno |
| Ředitel závodu | Libor Zřídkaveselý |  | Hlavní rozhodčí | Miroslav Hlava    |  | Stavitelé tratí | Jan Zháňal         |
| Název mapy     | Rakovecké údolí    |  | Web závodu      | www               |  | Výsledky závodu | ORIS               |

| Zkrácené výsledky             | Zkrácené výsledky       | Zkrácené výsledky        | Zkrácené výsledky       | Zkrácené výsledky       | Zkrácené výsledky | Zkrácené výsledky       | Zkrácené výsledky        | Zkrácené výsledky       | Zkrácené výsledky       |
| Pořadí                        | H21 – muži              | H21 – muži               | H21 – muži              | H21 – muži              | Pořadí            | D21 – ženy              | D21 – ženy               | D21 – ženy              | D21 – ženy              |
| ----------------------------- | ----------------------- | ------------------------ | ----------------------- | ----------------------- | ----------------- | ----------------------- | ------------------------ | ----------------------- | ----------------------- |
| Zlatá medaile                 | Jan Procházka           | SK Praga                 | 1:14:39                 |                         | Zlatá medaile     | Michaela Omová          | OOB TJ Turnov            | 1:03:46                 |                         |
| Stříbrná medaile              | Miloš Nykodým           | SK Žabovřesky Brno       | 1:17:34                 | +2:55                   | Stříbrná medaile  | Markéta Tesařová        | SK Žabovřesky Brno       | 1:08:08                 | +4:22                   |
| Bronzová medaile              | Adam Chromý             | SK Žabovřesky Brno       | 1:18:13                 | +3:34                   | Bronzová medaile  | Pavla Horová            | OK Lokomotiva Pardubice  | 1:14:05                 | +10:19                  |
| 4                             | Marek Minář             | Magnus Orienteering      | 1:20:53                 | +6:14                   | 4                 | Jana Macinská           | Orientační Běh Opava     | 1:14:26                 | +10:40                  |
| 5                             | Wojciech Dwojak         | OK Slavia Hradec Králové | 1:25:20                 | +10:41                  | 5                 | Eva Kabáthová           | SK Žabovřesky Brno       | 1:14:36                 | +10:50                  |
| 6                             | Osvald Kozák            | KOS TJ Tesla Brno        | 1:26:35                 | +11:56                  | 6                 | Natalia Hiklová         | SK Žabovřesky Brno       | 1:15:08                 | +11:22                  |
| 7                             | František Kolovský      | OK Lokomotiva Plzeň      | 1:26:38                 | +11:59                  | 7                 | Lenka Mechlová          | OK Slavia Hradec Králové | 1:15:53                 | +12:07                  |
| 8                             | Marek Schuster          | Orientační Běh Opava     | 1:27:08                 | +12:29                  | 8                 | Johanka Šimková         | SK Žabovřesky Brno       | 1:17:57                 | +14:11                  |
| 9                             | Marek Prášil            | OK Jihlava               | 1:28:49                 | +14:10                  | 9                 | Karolína Teplá          | OK Slavia Hradec Králové | 1:27:24                 | +23:38                  |
| 10                            | Matěj Kamenický         | OK Lokomotiva Pardubice  | 1:29:15                 | +14:36                  | 10                | Jana Balcarová          | OK 99 Hradec Králové     | 1:32:58                 | +29:12                  |
| Pořadí                        | H20 – junioři           | H20 – junioři            | H20 – junioři           | H20 – junioři           | Pořadí            | D20 – juniorky          | D20 – juniorky           | D20 – juniorky          | D20 – juniorky          |
| Zlatá medaile                 | Martin Šmelík           | Magnus Orienteering      | 1:09:19                 |                         | Zlatá medaile     | Karolína Šiková         | OK Lokomotiva Plzeň      | 53:21                   |                         |
| Stříbrná medaile              | Vojtěch Illner          | Oddíl OB Kotlářka        | 1:09:40                 | +0:21                   | Stříbrná medaile  | Barbora Šiková          | OK Lokomotiva Plzeň      | 57:54                   | +4:33                   |
| Bronzová medaile              | Mateusz Dzioba          | OK 99 Hradec Králové     | 1:12:25                 | +3:06                   | Bronzová medaile  | Kateřina Doleželová     | OK Lokomotiva Pardubice  | 1:02:07                 | +8:46                   |
| Pořadí                        | H18 – starší dorostenci | H18 – starší dorostenci  | H18 – starší dorostenci | H18 – starší dorostenci | Pořadí            | D18 – starší dorostenky | D18 – starší dorostenky  | D18 – starší dorostenky | D18 – starší dorostenky |
| Zlatá medaile                 | Vojtěch Netuka          | OK Slavia Hradec Králové | 53:12                   |                         | Zlatá medaile     | Iva Kavánková           | SKOB Zlín                | 50:04                   |                         |
| Stříbrná medaile              | Daniel Vandas           | OK 99 Hradec Králové     | 53:59                   | +0:47                   | Stříbrná medaile  | Tereza Čechová          | OK Jihlava               | 51:16                   | +1:12                   |
| Bronzová medaile              | Dušan Sláma             | Magnus Orienteering      | 56:12                   | +3:00                   | Bronzová medaile  | Barbora Vyhnálková      | OB Říčany                | 52:11                   | +2:07                   |
| Pořadí                        | H16 – mladší dorostenci | H16 – mladší dorostenci  | H16 – mladší dorostenci | H16 – mladší dorostenci | Pořadí            | D16 – mladší dorostenky | D16 – mladší dorostenky  | D16 – mladší dorostenky | D16 – mladší dorostenky |
| Zlatá medaile                 | Šimon Chvátil           | OK 99 Hradec Králové     | 46:59                   |                         | Zlatá medaile     | Barbora Chaloupská      | OK 99 Hradec Králové     | 37:42                   |                         |
| Stříbrná medaile              | Tomáš Křivda            | K.O.B. Choceň            | 48:13                   | +1:14                   | Stříbrná medaile  | Tereza Janošíková       | SOB Olomouc              | 38:22                   | +0:40                   |
| Bronzová medaile              | Jan Rusin               | OK Lokomotiva Pardubice  | 49:47                   | +2:48                   | Bronzová medaile  | Eliška Sieglová         | SK Praga                 | 39:03                   | +1:21                   |
| << předchozí • následující >> |                         |                          |                         |                         |                   |                         |                          |                         |                         |

Souhrnné informace naleznete v článku Mistrovství České republiky v nočním orientačním běhu.

## Mistrovství ČR ve sprintu
Centrum závodů na hřišti ZŠ Křižná nabídlo i velkoplošnou obrazovku s možností sledování průběhu závodu i map s GPS postupy v hlavních kategoriích. Tratě vedly jak historickou částí města a okolo zámku tak i sídlištní zástavbou a parky. Pro ztížení orientace použil stavitel i dodatečné ploty. Organizace a průběh závodů byli velmi podařené.
V závodě mužů překvapivě zvítězil Adam Chloupek i díky tomu, že dva nejrychlejší závodníci byli diskvalifikováni - Miloš Nykodým orazil jinou kontrolu a Jan Procházka jednu kontrolu vynechal. V závodě žen se také trochu překvapivou vítězkou stala Denisa Kosová, která podala vyrovnaný výkon a soupeřky za sebou zanechala o téměř minutu.
Souběžně proběhla i Veteraniáda ČR.
Česká televize připravila 41 minutovou reportáž společně z dvojzávodu sprintu a sprintových štafet.
| Datum závodu   | 23. 5. 2015 |  | Místo konání    | Valašské Meziříčí • aréna |  | Pořadatel       | Magnus Orienteering |
| Ředitel závodu | David Aleš  |  | Hlavní rozhodčí | Roman Zbranek             |  | Stavitelé tratí | Štěpán Hrobař       |
| Název mapy     | Žerotín     |  | Web závodu      | www                       |  | Výsledky závodu | ORIS                |

| Zkrácené výsledky             | Zkrácené výsledky       | Zkrácené výsledky        | Zkrácené výsledky       | Zkrácené výsledky       | Zkrácené výsledky | Zkrácené výsledky       | Zkrácené výsledky        | Zkrácené výsledky       | Zkrácené výsledky       |
| Pořadí                        | H21 – muži              | H21 – muži               | H21 – muži              | H21 – muži              | Pořadí            | D21 – ženy              | D21 – ženy               | D21 – ženy              | D21 – ženy              |
| ----------------------------- | ----------------------- | ------------------------ | ----------------------- | ----------------------- | ----------------- | ----------------------- | ------------------------ | ----------------------- | ----------------------- |
| Zlatá medaile                 | Adam Chloupek           | SK Žabovřesky Brno       | 14:03                   |                         | Zlatá medaile     | Denisa Kosová           | OK 99 Hradec Králové     | 13:30                   |                         |
| Stříbrná medaile              | Michal Hubáček          | OOB TJ Slovan Luhačovice | 14:05                   | +0:02                   | Stříbrná medaile  | Marta Fenclová          | OK Lokomotiva Pardubice  | 14:23                   | +0:53                   |
| Bronzová medaile              | David Procházka         | OK Lokomotiva Pardubice  | 14:12                   | +0:09                   | Bronzová medaile  | Jana Knapová            | OK Lokomotiva Pardubice  | 14:25                   | +0:55                   |
| 4                             | Daniel Hájek            | SK Žabovřesky Brno       | 14:18                   | +0:15                   | 4                 | Martina Tichovská       | SK Praga                 | 14:29                   | +0:59                   |
| 4                             | Jan Mrázek              | Sportcentrum Jičín       | 14:18                   | +0:15                   | 5                 | Eva Kabáthová           | SK Žabovřesky Brno       | 14:32                   | +1:02                   |
| 6                             | Jan Flašar              | SK Praga                 | 14:36                   | +0:33                   | 5                 | Adéla Indráková         | SK Žabovřesky Brno       | 14:32                   | +1:02                   |
| 7                             | Matěj Kamenický         | OK Lokomotiva Pardubice  | 14:39                   | +0:36                   | 7                 | Věra Müllerová          | OOB Vamberk              | 14:39                   | +1:09                   |
| 7                             | Ondřej Semík            | OK Kamenice              | 14:39                   | +0:36                   | 7                 | Lenka Poklopová         | SK Žabovřesky Brno       | 14:39                   | +1:09                   |
| 9                             | Jan Petržela            | OK 99 Hradec Králové     | 14:40                   | +0:37                   | 9                 | Iveta Šístková          | OK Lokomotiva Pardubice  | 14:53                   | +1:23                   |
| 9                             | Pavel Brlica            | SK Žabovřesky Brno       | 14:40                   | +0:37                   | 10                | Šárka Svobodná          | Oddíl OB Kotlářka        | 14:59                   | +1:29                   |
| Pořadí                        | H20 – junioři           | H20 – junioři            | H20 – junioři           | H20 – junioři           | Pořadí            | D20 – juniorky          | D20 – juniorky           | D20 – juniorky          | D20 – juniorky          |
| Zlatá medaile                 | Jonáš Hubáček           | OOB TJ Slovan Luhačovice | 12:38                   |                         | Zlatá medaile     | Gabriela Hiršová        | SK Žabovřesky Brno       | 13:27                   |                         |
| Stříbrná medaile              | Jakub Glonek            | Orientační Běh Opava     | 12:58                   | +0:20                   | Stříbrná medaile  | Kristýna Hlubučková     | OK Kamenice              | 13:44                   | +0:17                   |
| Bronzová medaile              | Jan Čech                | OK Jihlava               | 13:04                   | +0:26                   | Bronzová medaile  | Anna Štičková           | TJ Loko Liberec          | 13:56                   | +0:29                   |
| Pořadí                        | H18 – starší dorostenci | H18 – starší dorostenci  | H18 – starší dorostenci | H18 – starší dorostenci | Pořadí            | D18 – starší dorostenky | D18 – starší dorostenky  | D18 – starší dorostenky | D18 – starší dorostenky |
| Zlatá medaile                 | Vojtěch Sýkora          | OOB TJ Slovan Luhačovice | 11:53                   |                         | Zlatá medaile     | Tereza Nováková         | Oddíl OB Kotlářka        | 11:29                   |                         |
| Stříbrná medaile              | Daniel Vandas           | OK 99 Hradec Králové     | 11:56                   | +0:03                   | Stříbrná medaile  | Klára Novotná           | OK 99 Hradec Králové     | 11:34                   | +0:05                   |
| Bronzová medaile              | Vojtěch Netuka          | OK Slavia Hradec Králové | 12:27                   | +0:34                   | Bronzová medaile  | Tereza Čechová          | OK Jihlava               | 11:54                   | +0:25                   |
| Pořadí                        | H16 – mladší dorostenci | H16 – mladší dorostenci  | H16 – mladší dorostenci | H16 – mladší dorostenci | Pořadí            | D16 – mladší dorostenky | D16 – mladší dorostenky  | D16 – mladší dorostenky | D16 – mladší dorostenky |
| Zlatá medaile                 | Tomáš Křivda            | K.O.B. Choceň            | 12:12                   |                         | Zlatá medaile     | Barbora Chaloupská      | OK 99 Hradec Králové     | 10:31                   |                         |
| Stříbrná medaile              | Michal Bořánek          | SK SKI-OB Šternberk      | 12:31                   | +0:19                   | Stříbrná medaile  | Tereza Janošíková       | SOB Olomouc              | 10:38                   | +0:07                   |
| Bronzová medaile              | Jakub Dekrét            | SK Žabovřesky Brno       | 12:32                   | +0:20                   | Bronzová medaile  | Apolena Malinová        | OK Slavia Hradec Králové | 10:55                   | +0:24                   |
| << předchozí • následující >> |                         |                          |                         |                         |                   |                         |                          |                         |                         |

Souhrnné informace naleznete v článku Mistrovství České republiky v orientačním běhu ve sprintu.

## Mistrovství ČR sprintových štafet
Centrum, prosto závodu a terén byly totožné s předchozím sobotním závodem ve sprintu. Po nočním dešti bylo zpočátku chladno a mokro. Tratě byly zajímavě postavené a rychlé, závod měl dramatický průběh.
Reportáž se stopáží 41 minut připravila Česká televize společně ze sobotního sprintu a nedělních sprintových štafet.
| Datum závodu   | 24. 5. 2015 |  | Místo konání    | Valašské Meziříčí • aréna |  | Pořadatel       | Magnus Orienteering |
| Ředitel závodu | David Aleš  |  | Hlavní rozhodčí | Roman Zbranek             |  | Stavitelé tratí | David Aleš          |
| Název mapy     | Křižná      |  | Web závodu      | www                       |  | Výsledky závodu | ORIS                |

| Zkrácené výsledky             | Zkrácené výsledky                                                                 | Zkrácené výsledky | Zkrácené výsledky | Zkrácené výsledky | Zkrácené výsledky                                                                   | Zkrácené výsledky | Zkrácené výsledky | Zkrácené výsledky | Zkrácené výsledky |
| Pořadí                        | DH21 – dospělí                                                                    | DH21 – dospělí    | DH21 – dospělí    | Pořadí            | DH18 – dorost                                                                       | DH18 – dorost     | DH18 – dorost     |                   |                   |
| ----------------------------- | --------------------------------------------------------------------------------- | ----------------- | ----------------- | ----------------- | ----------------------------------------------------------------------------------- | ----------------- | ----------------- | ----------------- | ----------------- |
| Zlatá medaile                 | SK Praga Martina Matějů Jan Flašar Martina Tichovská Jan Procházka                | 1:00:45           |                   | Zlatá medaile     | SK Praga Eliška Sieglová Antonín Semerád Kateřina Janovská Šimon Navrátil           | 58:37             |                   |                   |                   |
| Stříbrná medaile              | SK Žabovřesky Brno Eva Kabáthová Adam Chloupek Adéla Indráková Miloš Nykodým      | 1:00:52           | +0:07             | Stříbrná medaile  | OK 99 Hradec Králové Barbora Chaloupská Ondra Starý Klára Novotná Daniel Vandas     | 59:14             | +0:37             |                   |                   |
| Bronzová medaile              | OK 99 Hradec Králové Monika Topinková Jan Petržela Denisa Kosová Jakub Kamenický  | 1:01:45           | +1:00             | Bronzová medaile  | OK Lokomotiva Pardubice Anna Kopecká Jan Rusin Šárka Rückerová Jonáš Fencl          | 59:25             | +0:48             |                   |                   |
| 4                             | OOB TJ Turnov Markéta Poloprutská Patrik Horák Michaela Omová Pavel Hradec        | 1:01:47           | +1:02             | 4                 | Oddíl OS SK Prostějov Tereza Soldánová Josef Kočí Tereza Janošíková Ondřej Vystavěl | 59:52             | +1:15             |                   |                   |
| 5                             | Sportcentrum Jičín Martina Uvizlová Marián Dávidík Dana Šafka Brožková Jan Mrázek | 1:01:50           | +1:05             | 5                 | TJ TŽ Třinec Kateřina Argalášová Jan Cienciala Jana Tesařová Sebastian Filipek      | 1:00:25           | +1:48             |                   |                   |
| << předchozí • následující >> |                                                                                   |                   |                   |                   |                                                                                     |                   |                   |                   |                   |

Souhrnné informace naleznete v článku Mistrovství České republiky v orientačním běhu sprintových štafet.

## Mistrovství ČR na krátké trati
Sobotní semifinále proběhlo za chladného počasí s občasnými přeháňkami v do té doby nezmapovaném terénu v okolí Jáchymova s pozůstatky těžební činnosti s nadmořskou výškou okolo 900 metrů. Nedělní finále přineslo krásný horský les, chladné počasí zůstalo, ale již bez deště.
Závod žen začala nejlépe Jana Knapová, po chybkách se ale před ní dostala Dana Šafka Brožková, která již vedoucí pozici nepustila a zvítězila i po svém návratu po mateřské. V mužích byl závod vyrovnaný, první čtyři závodníci byli v půlminutě.
Česká televize připravila 31 minutovou reportáž ze závodu, která je k dispozici na iVysílání.
| Datum závodu   | 20.–21. 6. 2015 |  | Místo konání    | Eduard u Jáchymova • aréna |  | Pořadatel       | VŠTJ Ekonom Praha+ SKOB Ostrov                            |
| Ředitel závodu | Miroslav Kalina |  | Hlavní rozhodčí | Luděk Krtička              |  | Stavitelé tratí | Vladimír Attl, Libuše Fantová, Zdeněk Koč, Radim Ondráček |
| Název mapy     | Eduard          |  | Web závodu      | www                        |  | Výsledky závodu | ORIS                                                      |

| Zkrácené výsledky             | Zkrácené výsledky              | Zkrácené výsledky                      | Zkrácené výsledky       | Zkrácené výsledky       | Zkrácené výsledky | Zkrácené výsledky            | Zkrácené výsledky              | Zkrácené výsledky       | Zkrácené výsledky       |
| Pořadí                        | H21 – muži                     | H21 – muži                             | H21 – muži              | H21 – muži              | Pořadí            | D21 – ženy                   | D21 – ženy                     | D21 – ženy              | D21 – ženy              |
| ----------------------------- | ------------------------------ | -------------------------------------- | ----------------------- | ----------------------- | ----------------- | ---------------------------- | ------------------------------ | ----------------------- | ----------------------- |
| Zlatá medaile                 | Vojtěch Král                   | SK Severka Šumperk                     | 34:46                   |                         | Zlatá medaile     | Dana Šafka Brožková          | Sportcentrum Jičín             | 34:43                   |                         |
| Stříbrná medaile              | Jan Šedivý                     | SK Praga                               | 35:04                   | +0:18                   | Stříbrná medaile  | Jana Knapová                 | OK Lokomotiva Pardubice        | 35:23                   | +0:40                   |
| Bronzová medaile              | Jan Petržela                   | OK 99 Hradec Králové                   | 35:06                   | +0:20                   | Bronzová medaile  | Vendula Horčičková           | OOB TJ Slovan Luhačovice       | 35:53                   | +1:10                   |
| 4                             | Baptiste Rollier               | OK 99 Hradec Králové                   | 35:13                   | +0:27                   | 4                 | Adéla Indráková              | SK Žabovřesky Brno             | 36:35                   | +1:52                   |
| 5                             | Pavel Kubát                    | OK 99 Hradec Králové                   | 36:09                   | +1:23                   | 5                 | Eva Juřeníková               | SKOB Ostrava                   | 36:50                   | +2:07                   |
| 6                             | Jan Procházka                  | SK Praga                               | 36:34                   | +1:48                   | 5                 | Lenka Poklopová              | SK Žabovřesky Brno             | 36:50                   | +2:07                   |
| 7                             | Miloš Nykodým                  | SK Žabovřesky Brno                     | 37:22                   | +2:36                   | 7                 | Markéta Tesařová             | SK Žabovřesky Brno             | 37:17                   | +2:34                   |
| 8                             | Daniel Hájek                   | SK Žabovřesky Brno                     | 38:00                   | +3:14                   | 8                 | Denisa Kosová                | OK 99 Hradec Králové           | 38:01                   | +3:18                   |
| 9                             | Adam Chloupek                  | SK Žabovřesky Brno                     | 38:14                   | +3:28                   | 9                 | Lenka Knapová                | OK Lokomotiva Pardubice        | 38:22                   | +3:39                   |
| 10                            | Marek Schuster                 | Orientační Běh Opava                   | 38:18                   | +3:32                   | 10                | Eva Kabáthová Věra Müllerová | SK Žabovřesky Brno OOB Vamberk | 39:09                   | +4:26                   |
| Pořadí                        | H20 – junioři                  | H20 – junioři                          | H20 – junioři           | H20 – junioři           | Pořadí            | D20 – juniorky               | D20 – juniorky                 | D20 – juniorky          | D20 – juniorky          |
| Zlatá medaile                 | Vojtěch Kettner                | OK Kamenice                            | 20:48                   |                         | Zlatá medaile     | Gabriela Hiršová             | SK Žabovřesky Brno             | 23:40                   |                         |
| Stříbrná medaile              | Jonáš Hubáček                  | OOB TJ Slovan Luhačovice               | 21:19                   | +0:31                   | Stříbrná medaile  | Anna Štičková                | TJ Loko Liberec                | 25:39                   | +1:59                   |
| Bronzová medaile              | Matouš Fürst                   | TJ Loko Liberec                        | 21:30                   | +0:42                   | Bronzová medaile  | Kristýna Hlubučková          | OK Kamenice                    | 26:03                   | +2:23                   |
| Pořadí                        | H18 – starší dorostenci        | H18 – starší dorostenci                | H18 – starší dorostenci | H18 – starší dorostenci | Pořadí            | D18 – starší dorostenky      | D18 – starší dorostenky        | D18 – starší dorostenky | D18 – starší dorostenky |
| Zlatá medaile                 | Filip Wolf                     | OOB TJ Turnov                          | 21:58                   |                         | Zlatá medaile     | Tereza Čechová               | OK Jihlava                     | 20:02                   |                         |
| Stříbrná medaile              | Šimon Navrátil                 | SK Praga                               | 22:01                   | +0:03                   | Stříbrná medaile  | Tereza Nováková              | Oddíl OB Kotlářka              | 21:24                   | +1:22                   |
| Bronzová medaile              | Vojtěch Netuka Ladislav Semrád | OK Slavia Hradec Králové K.O.B. Choceň | 22:29                   | +0:31                   | Bronzová medaile  | Klára Novotná                | OK 99 Hradec Králové           | 22:35                   | +2:33                   |
| Pořadí                        | H16 – mladší dorostenci        | H16 – mladší dorostenci                | H16 – mladší dorostenci | H16 – mladší dorostenci | Pořadí            | D16 – mladší dorostenky      | D16 – mladší dorostenky        | D16 – mladší dorostenky | D16 – mladší dorostenky |
| Zlatá medaile                 | Tomáš Křivda                   | K.O.B. Choceň                          | 19:34                   |                         | Zlatá medaile     | Anna Kopecká                 | OK Lokomotiva Pardubice        | 22:44                   |                         |
| Stříbrná medaile              | Ondřej Hlaváč                  | KOS TJ Tesla Brno                      | 20:44                   | +1:10                   | Stříbrná medaile  | Tereza Janošíková            | SOB Olomouc                    | 23:15                   | +0:31                   |
| Bronzová medaile              | Mikuláš Jirka                  | SK SKI-OB Šternberk                    | 20:48                   | +1:14                   | Bronzová medaile  | Markéta Firešová             | SK Žabovřesky Brno             | 23:20                   | +0:36                   |
| << předchozí • následující >> |                                |                                        |                         |                         |                   |                              |                                |                         |                         |

Souhrnné informace naleznete v článku Mistrovství České republiky v orientačním běhu na krátké trati.

## Mistrovství ČR na klasické trati
Náročné horské terény Jeseníků okolo sedla Skřítek s nadmořskou výškou 700-950 m n. m. přivítaly 1200 závodníků. Jak při sobotní kvalifikaci tak při nedělním finále přálo počasí - sice chladnější, ale bez deště a občas i se sluníčkem.
V mužích vyhrál švýcarský reprezentant Baptiste Rollier běhající za OK 99 Hradec Králové, v ženách vyrovnaně běžící Denisa Kosová ze stejného klubu.
Souběžně proběhla také Veteraniáda ČR.
Česká televize ze závodu připravila 40 minutovou reportáž.
| Datum závodu   | 26.–27. 9. 2015 |  | Místo konání    | Klepáčov • aréna |  | Pořadatel       | Klub vytrvalostních sportů Šumperk |
| Ředitel závodu | Pavel Paloncý   |  | Hlavní rozhodčí | Petr Turczer     |  | Stavitelé tratí | Zdeněk Janů, Jaromír Šrámek        |
| Název mapy     | Skřítek         |  | Web závodu      | www              |  | Výsledky závodu | ORIS                               |

| Zkrácené výsledky             | Zkrácené výsledky       | Zkrácené výsledky        | Zkrácené výsledky       | Zkrácené výsledky       | Zkrácené výsledky | Zkrácené výsledky       | Zkrácené výsledky       | Zkrácené výsledky       | Zkrácené výsledky       |
| Pořadí                        | H21 – muži              | H21 – muži               | H21 – muži              | H21 – muži              | Pořadí            | D21 – ženy              | D21 – ženy              | D21 – ženy              | D21 – ženy              |
| ----------------------------- | ----------------------- | ------------------------ | ----------------------- | ----------------------- | ----------------- | ----------------------- | ----------------------- | ----------------------- | ----------------------- |
| Zlatá medaile                 | Baptiste Rollier        | OK 99 Hradec Králové     | 1:34:01                 |                         | Zlatá medaile     | Denisa Kosová           | OK 99 Hradec Králové    | 1:15:43                 |                         |
| Stříbrná medaile              | Jan Procházka           | SK Praga                 | 1:36:21                 | +2:20                   | Stříbrná medaile  | Jana Knapová            | OK Lokomotiva Pardubice | 1:17:23                 | +1:40                   |
| Bronzová medaile              | Pavel Kubát             | OK 99 Hradec Králové     | 1:38:34                 | +4:33                   | Bronzová medaile  | Dana Šafka Brožková     | Sportcentrum Jičín      | 1:19:22                 | +3:39                   |
| 4                             | Áron Bakó               | Maďarsko                 | 1:39:18                 | +5:17                   | 4                 | Eva Kabáthová           | SK Žabovřesky Brno      | 1:20:02                 | +4:19                   |
| 5                             | Daniel Hájek            | SK Žabovřesky Brno       | 1:40:13                 | +6:12                   | 5                 | Barbora Hrušková        | SK Žabovřesky Brno      | 1:20:31                 | +4:48                   |
| 6                             | Jan Petržela            | OK 99 Hradec Králové     | 1:40:49                 | +6:48                   | 6                 | Lenka Poklopová         | SK Žabovřesky Brno      | 1:20:32                 | +4:49                   |
| 7                             | Adam Chloupek           | SK Žabovřesky Brno       | 1:41:29                 | +7:28                   | 7                 | Daniela Čepová          | OK 99 Hradec Králové    | 1:21:14                 | +5:31                   |
| 8                             | Ondřej Semík            | OK Kamenice              | 1:42:21                 | +8:20                   | 8                 | Natalia Hiklová         | SK Žabovřesky Brno      | 1:22:05                 | +6:22                   |
| 9                             | Tomáš Kubelka           | OK Lokomotiva Pardubice  | 1:42:40                 | +8:39                   | 9                 | Markéta Tesařová        | SK Žabovřesky Brno      | 1:22:52                 | +7:09                   |
| 10                            | Radek Nožka             | OK Lokomotiva Pardubice  | 1:44:32                 | +10:31                  | 10                | Adéla Jakobová          | SK Praga                | 1:23:27                 | +7:44                   |
| Pořadí                        | H20 – junioři           | H20 – junioři            | H20 – junioři           | H20 – junioři           | Pořadí            | D20 – juniorky          | D20 – juniorky          | D20 – juniorky          | D20 – juniorky          |
| Zlatá medaile                 | Patrik Horák            | OOB TJ Turnov            | 1:06:46                 |                         | Zlatá medaile     | Anna Štičková           | TJ Loko Liberec         | 49:00                   |                         |
| Stříbrná medaile              | Vojtěch Kettner         | OK Kamenice              | 1:07:22                 | +0:36                   | Stříbrná medaile  | Gabriela Hiršová        | SK Žabovřesky Brno      | 50:38                   | +1:38                   |
| Bronzová medaile              | Matouš Fürst            | TJ Loko Liberec          | 1:07:46                 | +1:00                   | Bronzová medaile  | Virág Weiler            | BETA URSUS Orienteering | 50:48                   | +1:48                   |
| Pořadí                        | H18 – starší dorostenci | H18 – starší dorostenci  | H18 – starší dorostenci | H18 – starší dorostenci | Pořadí            | D18 – starší dorostenky | D18 – starší dorostenky | D18 – starší dorostenky | D18 – starší dorostenky |
| Zlatá medaile                 | Vojtěch Sýkora          | OOB TJ Slovan Luhačovice | 53:41                   |                         | Zlatá medaile     | Tereza Čechová          | OK Jihlava              | 46:14                   |                         |
| Stříbrná medaile              | Otakar Hirš             | SK Žabovřesky Brno       | 54:40                   | +0:59                   | Stříbrná medaile  | Klára Novotná           | OK 99 Hradec Králové    | 48:52                   | +2:38                   |
| Bronzová medaile              | Filip Wolf              | OOB TJ Turnov            | 55:09                   | +1:28                   | Bronzová medaile  | Kateřina Argalášová     | TJ TŽ Třinec            | 50:43                   | +4:29                   |
| Pořadí                        | H16 – mladší dorostenci | H16 – mladší dorostenci  | H16 – mladší dorostenci | H16 – mladší dorostenci | Pořadí            | D16 – mladší dorostenky | D16 – mladší dorostenky | D16 – mladší dorostenky | D16 – mladší dorostenky |
| Zlatá medaile                 | Tomáš Křivda            | K.O.B. Choceň            | 47:56                   |                         | Zlatá medaile     | Tereza Janošíková       | SOB Olomouc             | 36:38                   |                         |
| Stříbrná medaile              | Mihály Ormay            | Maďarsko                 | 50:31                   | +2:35                   | Stříbrná medaile  | Barbora Chaloupská      | OK 99 Hradec Králové    | 37:17                   | +0:39                   |
| Bronzová medaile              | Jan Rusin               | OK Lokomotiva Pardubice  | 51:44                   | +3:48                   | Bronzová medaile  | Anna Kopecká            | OK Lokomotiva Pardubice | 39:54                   | +3:16                   |
| << předchozí • následující >> |                         |                          |                         |                         |                   |                         |                         |                         |                         |

Souhrnné informace naleznete v článku Mistrovství České republiky v orientačním běhu na klasické trati.

## Mistrovství ČR štafet
Záznam přímého přenosu České televize je k dispozici v archivu iVysílání.
| Datum závodu   | 10. 10. 2015   |  | Místo konání    | Vracov • aréna    |  | Pořadatel       | SKOB Zlín |
| Ředitel závodu | Tomáš Podmolík |  | Hlavní rozhodčí | Monika Krejčíková |  | Stavitelé tratí | Jan Šidla |
| Název mapy     | Vracovské duny |  | Web závodu      | www               |  | Výsledky závodu | ORIS      |

| Zkrácené výsledky             | Zkrácené výsledky                                                 | Zkrácené výsledky | Zkrácené výsledky | Zkrácené výsledky | Zkrácené výsledky                                                                | Zkrácené výsledky | Zkrácené výsledky | Zkrácené výsledky | Zkrácené výsledky |
| Pořadí                        | H21 – muži                                                        | H21 – muži        | H21 – muži        | Pořadí            | D21 – ženy                                                                       | D21 – ženy        | D21 – ženy        |                   |                   |
| ----------------------------- | ----------------------------------------------------------------- | ----------------- | ----------------- | ----------------- | -------------------------------------------------------------------------------- | ----------------- | ----------------- | ----------------- | ----------------- |
| Zlatá medaile                 | OK 99 Hradec Králové Jakub Kamenický Jan Petržela Pavel Kubát     | 2:22:49           |                   | Zlatá medaile     | SK Žabovřesky Brno Markéta Tesařová Lenka Poklopová Eva Kabáthová                | 2:04:11           |                   |                   |                   |
| Stříbrná medaile              | SK Praga Jan Flašar Jan Šedivý Jan Procházka                      | 2:24:22           | +1:33             | Stříbrná medaile  | SK Žabovřesky Brno Magdaléna Tužilová Adéla Indráková Barbora Hrušková           | 2:07:00           | +2:49             |                   |                   |
| Bronzová medaile              | SK Žabovřesky Brno Pavel Brlica Štěpán Zimmermann Adam Chromý     | 2:25:21           | +2:32             | Bronzová medaile  | SK Žabovřesky Brno Gabriela Hiršová Natalia Hiklová Kateřina Chromá              | 2:07:09           | +2:58             |                   |                   |
| 4                             | SK Severka Šumperk Václav Král Martin Poklop Vojtěch Král         | 2:26:53           | +4:04             | 4                 | OK Lokomotiva Pardubice Petra Hančová Lenka Knapová Jana Knapová                 | 2:09:20           | +5:09             |                   |                   |
| 5                             | OK Lokomotiva Pardubice Matěj Kamenický Tomáš Kubelka Radek Nožka | 2:26:56           | +4:07             | 5                 | OOB TJ Slovan Luhačovice Magdalena Čermáková Radka Sklenářová Vendula Horčičková | 2:11:46           | +7:35             |                   |                   |
| Pořadí                        | H18 – dorostenci                                                  | H18 – dorostenci  | H18 – dorostenci  | Pořadí            | D18 – dorostenky                                                                 | D18 – dorostenky  | D18 – dorostenky  |                   |                   |
| Zlatá medaile                 | SK Žabovřesky Brno Jakub Dekrét Ondřej Hlaváč Otakar Hirš         | 2:11:41           |                   | Zlatá medaile     | OK Lokomotiva Pardubice Anna Kopecká Jana Peterová Šárka Rückerová               | 1:50:00           |                   |                   |                   |
| Stříbrná medaile              | Oddíl OS SK Prostějov Josef Kočí Ondřej Vystavěl Fryderyk Pryjma  | 2:17:39           | +5:58             | Stříbrná medaile  | OK Jiskra Nový Bor Andrea Kameníková Lenka Kovářová Karolína Staňová             | 1:51:07           | +1:07             |                   |                   |
| Bronzová medaile              | OK 99 Hradec Králové Jan Bendák Ondra Starý Daniel Vandas         | 2:17:58           | +6:17             | Bronzová medaile  | OK 99 Hradec Králové Barbora Chaloupská Agnieszka Cych Klára Novotná             | 1:51:51           | +1:51             |                   |                   |
| << předchozí • následující >> |                                                                   |                   |                   |                   |                                                                                  |                   |                   |                   |                   |

Souhrnné informace naleznete v článku Mistrovství České republiky v orientačním běhu štafet.

## Mistrovství ČR klubů a oblastních výběrů
| Datum závodu   | 11. 10. 2015   |  | Místo konání    | Vracov • aréna    |  | Pořadatel       | SKOB Zlín     |
| Ředitel závodu | Tomáš Podmolík |  | Hlavní rozhodčí | Monika Krejčíková |  | Stavitelé tratí | Evžen Pekárek |
| Název mapy     | Vracovské duny |  | Web závodu      | www               |  | Výsledky závodu | ORIS          |

| Zkrácené výsledky             | Zkrácené výsledky | Zkrácené výsledky | Zkrácené výsledky | Zkrácené výsledky | Zkrácené výsledky | Zkrácené výsledky | Zkrácené výsledky | Zkrácené výsledky | Zkrácené výsledky |
| Pořadí                        | DH21 - dospělí | DH21 - dospělí    | DH21 - dospělí    | Pořadí            | DH18 - dorost | DH18 - dorost     | DH18 - dorost     |                   |                   |
| ----------------------------- | --- | ----------------- | ----------------- | ----------------- | --- | ----------------- | ----------------- | ----------------- | ----------------- |
| Zlatá medaile                 | OK Lokomotiva Pardubice Matěj Kamenický Petra Hančová Tomáš Udržal Lenka Knapová Tomáš Kubelka Jana Knapová Radek Nožka    | 4:42:50           |                   | Zlatá medaile     | OK Lokomotiva Pardubice Martin Kanta Anna Kopecká Martin Roudný Jana Peterová Jonáš Fencl Šárka Rückerová Jan Rusin          | 4:28:46           |                   |                   |                   |
| Stříbrná medaile              | SK Žabovřesky Brno Adam Chloupek Markéta Tesařová Miloš Nykodým Barbora Hrušková Daniel Hájek Eva Kabáthová Adam Chromý    | 4:42:57           | +0:07             | Stříbrná medaile  | SK Žabovřesky Brno Jakub Dekrét Tereza Odehnalová Vladimír Kelbl Klára Odehnalová Otakar Hirš Markéta Firešová Ondřej Hlaváč | 4:31:41           | +2:55             |                   |                   |
| Bronzová medaile              | OK 99 Hradec Králové Jan Panchártek Daniela Čepová Jakub Kamenický Monika Topinková Jan Petržela Denisa Kosová Pavel Kubát | 4:44:36           | +1:46             | Bronzová medaile  | OK 99 Hradec Králové Daniel Vandas Barbora Chaloupská Šimon Chvátil Agnieszka Cych Ondra Starý Klára Novotná Jan Bendák      | 4:41:12           | +12:26            |                   |                   |
| 4                             | SK Praga Jan Flašar Adéla Jakobová Luboš Matějů Vendula Ryšavá Jan Šedivý Martina Tichovská Jan Procházka                  | 4:46:26           | +3:36             | 4                 | Finsko Arttu Kaario Kaisa Klemettinen Konsta Sipiläinen Elisa Viholainen Otto Kaario Veera Klemettinen Niku Rintala          | 4:41:17           | +12:31            |                   |                   |
| 5                             | SK Žabovřesky Brno Palo Bukovac Natalia Hiklová Vít Bravený Adéla Indráková Pavel Brlica Lenka Poklopová Štěpán Zimmermann | 4:49:47           | +6:57             | 5                 | OK Slavia Hradec Králové Jan Gebrt Apolena Malinová Jakub Hájek Adéla Červená Vojtěch Netuka Nikola Thýnová Daniel Pek       | 4:41:45           | +12:59            |                   |                   |
| << předchozí • následující >> | |                   |                   |                   | |                   |                   |                   |                   |

Souhrnné informace naleznete v článku Mistrovství České republiky v orientačním běhu klubů a oblastních výběrů.